# Гільбух Юрій Зіновійович
Гільбух Юрій Зіновійович (нар. 30 березня 1928, м.Кременчук Полтавської області — пом. 25 червня 2000, м. Тель-Авів) — український науковець, доктор психологічних наук (1987), професор (1992), очолював лабораторію психодіагностики та формування особистості молодшого школяра в Інституті психології Академії педагогічних наук України (1974—1995). Вивчав проблеми психодіагностики, диференційованого навчання, розвитку обдарованої дитини, темпераменту, пізнавальних здібностей, інженерної психології.

## Біографія
Народився Юрій Зіновійович Гільбух 30 березня 1928 року у м. Кременчук Полтавської області. Закінчивши історичний факультет Київського державного університету ім. Т. Г. Шевченка, працював вчителем і директором в м. Чортків Тернопільської обл.
З 1960 року Юрій Гільбух пов'язує свою долю з НДІ психології УРСР (зараз Інститут психології імені Г. С. Костюка), вступивши до заочної аспірантури. Саме в ньому він пропрацював до 1995 року, коли у зв'язку із сімейними обставинами виїхав до Ізраїлю, де освоїв нову для себе професію — психотерапевт.
У 1964 році Ю. З. Гільбух захищає кандидатську дисертацію на тему «Формування у підлітків уміння планувати свою працю в навчальних майстернях», 1987 року за дисертацію «Метод психологічних тестів та шляхи його удосконалення» здобув науковий ступінь доктора психологічних наук.
Помер Ю. З. Гільбух 25 червня 2000 року після тяжкої хвороби у м. Тель-Авів, де і мешкав останні п'ять років.

## Наукова діяльність
1975 р. організував лабораторію психодіагностикив Інституті психології імені Г. С. Костюка, яку очолював до 1995 р. Під його керівництвом захистили кандидатські дисертації понад десять науковців (Верещака Євген).
«Якщо я маю написати чи сказати щось аудиторії на п'яти сторінках, то повинен спочатку опрацювати 500», — говорив вчений науковцям-початківцям.
Ю. З. Гільбух зробив вагомий внесок у становлення в Україні психологічної практики та підготовки психологічних кадрів, розвитоку педагогічної психології, психології праці, інших галузей психологічної науки, поширення психологічних знань серед освітян і широких верств населення.
Серед друкованих праць Ю. З. Гільбуха — десятки статей у провідних психологічних та педагогічних виданнях, численні книги та брошури.

## Наукові праці
- Гильбух Ю. З. Симбіоз машини і людини. К., 1970
- Гильбух Ю. З. Психологія трудових взаємовідносин. К., 1973
- Гильбух Ю. З. Психолого-педагогические основы индивидуального подхода к слабоуспевающим мученикам (1985)
- Гильбух Ю. З. Психология трудового воспитания школьников / Ю. З. Гильбух, Е. П. Верещак. — К. : Радянська школа, 1987. — 255 с.
- Гильбух Ю. З. Психодиагностика в школе / Ю. З. Гильбух. — М. : Знание, 1989. — 80 с.
- Гильбух Ю. З. Внимание: одаренные дети / Ю. З. Гильбух. — М. : Знание, 1991. — 79 с.
- Гильбух Ю. З. Темперамент и познавательные способности школьника: психология, диагностика, педагогика / Ю. З. Гильбух. — К. : Институт психологии АПНУ, 1993. — 271 с.
- Гильбух Ю. З. Как учиться и работать эффективно: НОТ для учащихся гимназий и лицеев. К., 1993
- Гильбух Ю. З . Учитель и психологическая служба школы / Ю. З. Гильбух. — К. : Институт психологии АПН Украины, 1993. — 142 с.
- Гильбух Ю. З. Розумово-обдарована дитина (1991)
- Гильбух Ю. З. Учитель і психологічна служба школи. К., 1994
- Гильбух Ю. З. Дифференциация в начальном звене (1994)
- Гильбух Ю. З. Методика отслеживания успеваемости и психологического развития в общеобразовательной школе: Начальное и среднее звено / Ю. З. Гильбух. — К. : Научно-издательский центр «Перспектива», 1995. — 38 с.
- Гільбух Ю. З. Шкільний клас: як пізнати та виховати його душу / Ю. З. Гильбух, О. В. Киричук. — К. : Науково-практичний центр «Перспектива», 1996. — 208 с.
- Гільбух Ю. З. Розумово-обдарована дитина: психологія, діагностика, педагогіка / Ю. З. Гильбух. — К. : Інститут психології, 1998. — 74 с.